# جوني فايسمولر
جوني فايسمولر (Johnny Weissmuller) هو لاعب أولمبي لرياضة السباحة، كرة الماء من الولايات المتحدة. شارك في الأولمبياد الصيفي في 1924–1928، وفاز بما مجموعه 6 ميداليات، عمل ممثلًا سينمائيًّا كذلك واشتهر بتقديمه لدور طرزان في سلسلة أفلام مكونة من 12 جزء في الفترة من 1932 وحتى 1948.

## الميداليات
| ذهب | فضة | برونز | المجموع |
| 5   | 0   | 1     | 6       |

## روابط خارجية
- جوني فايسمولر على موقع IMDb (الإنجليزية)
- جوني فايسمولر على موقع الموسوعة البريطانية (الإنجليزية)
- جوني فايسمولر على موقع روتن توميتوز (الإنجليزية)
- جوني فايسمولر على موقع ألو سيني (الفرنسية)
- جوني فايسمولر على موقع تيرنر كلاسيك موفيز (الإنجليزية)
- جوني فايسمولر على موقع أول موفي (الإنجليزية)
- جوني فايسمولر على موقع قاعدة بيانات الأفلام السويدية (السويدية)
- جوني فايسمولر على موقع إن إن دي بي (الإنجليزية)
- جوني فايسمولر على موقع ديسكوغز (الإنجليزية)
- جوني فايسمولر على موقع قاعدة بيانات الفيلم (الإنجليزية)
- جوني فايسمولر على موقع الاتحاد الدولي للسباحة (الإنجليزية)
- جوني فايسمولر على موقع قاعة مشاهير السباحة العالمية (الإنجليزية)
- جوني فايسمولر على موقع اللجنة الأولمبية الدولية (الإنجليزية)
- جوني فايسمولر على موقع أوليمبيديا (الإنجليزية)